# Рюэгг, Иво
Иво Рюэгг (нем. Ivo Rüegg, род. 15 апреля 1971) — швейцарский бобслеист, двукратный чемпион мира.
Рюэгг дважды становился чемпионом мира — в 2007 году в четвёрках и в 2009 в двойках. Также он трёхкратный призёров чемпионатов мира. На Олимпийских играх 2006 в Турине он дважды становился восьмым. В кубке мира у Рюэгга лучший результат — второе место в двойках в сезоне 2007-2008.